# Братья Коэн
Джо́эл Дэ́вид и И́тан Дже́сси Ко́эн (англ. Joel David and Ethan Jesse Coen; род. 29 ноября 1954 и 21 сентября 1957) — американские кинорежиссёры, сценаристы и продюсеры. Являются одними из самых значимых сценаристов Голливуда. Широко известны по таким работам, как «Старикам тут не место», «Фарго», «Большой Лебовски», «Бартон Финк», «Перекрёсток Миллера», «Человек, которого не было» и «Баллада Бастера Скраггса». Являются обладателями четырёх премий «Оскар», двух премий BAFTA и премии «Золотой глобус».
В 2021 году творческий тандем распался, братья начали снимать фильмы независимо друг от друга. В 2021 году на экраны вышел первый фильм Джоэла Коэна, «Трагедия Макбета», в феврале 2024 года вышел первый фильм Итана Коэна — «Красотки в бегах». Итан Коэн работает над фильмом «Милая, не надо!».

## Биография
Братья Коэн, Джоэл и Итан, — родились в Сент-Луис-Парке, пригороде Миннеаполиса (штат Миннесота) в еврейской семье, в 1954 и 1957 году соответственно. Их отец — Эдвард Коэн, экономист, профессор Университета Миннесоты, мать — Рене Коэн, искусствовед, работала в Университете в городе Сент-Клауд. У братьев есть младшая сестра Дебора.
В школьном возрасте Джоэл и Итан, зарабатывая стрижкой газонов, купили кинокамеру формата Super-8 и начали переснимать фильмы, транслировавшиеся по телевидению. Первым собственным оригинальным проектом братьев стал любительский короткометражный фильм «Лесорубы Севера» (англ. The Lumberjacks of the North), где во всех ролях снялись их соседи-друзья.
Каждый из братьев проучился сперва в средней школе St. Louis Park High School, потом в гуманитарном колледже с четырёхлетним обучением Simon’s Rock Early College (Грейт-Баррингтон, штат Массачусетс). После окончания колледжа Джоэл поступил в Нью-Йоркский университет на четырёхлетний курс кинематографического отделения. В период учёбы он снял получасовой чёрно-белый фильм Soundings (зарисовка о женщине, которая во время интимной близости с глухим партнёром вслух фантазировала о сексе с его лучшим другом, подслушивающим её из соседней комнаты). По окончании университета Джоэл работал ассистентом у кинооператора Барри Зонненфельда, который вспоминал: «Без сомнения, это худший ассистент, с которым я когда-либо работал». В это время Итан учился на философском факультете Принстонского университета, который окончил в 1979 году со степенью бакалавра. Его выпускной работой было эссе «Два взгляда на позднюю философию Витгенштейна».

## Профессиональная карьера

### 1980-е годы
В самом начале 1980-х годов Джоэл устроился помощником редактора Эдны Пол (англ. Edna Paul), специализирующейся на съёмках малобюджетных фильмов ужасов. Вскоре режиссёр Сэм Рэйми пригласил всю группу Пол на съёмки своей первой полнометражной картины — фильма ужасов «Зловещие мертвецы».
В 1984 году братья написали сценарий и выпустили первый совместный фильм «Просто кровь». Оператором выступил упомянутый выше Барри Зонненфельд. Совместно они подготовили макет трейлера, который позволил привлечь инвестора с 1,5 млн долларов. Действие происходит в Техасе (Джоэл Коэн признался в одном интервью, что на выбор места съёмок повлияло, в том числе, наличие дешёвой иностранной рабочей силы и отсутствие контроля за её использованием со стороны профсоюзов). Фильм рассказывает историю о владельце бара, который нанимает частного детектива, чтобы убить свою жену и её любовника. Фильм содержит элементы, которые указывают на будущий режиссёрский стиль Коэнов: уважение к традициям и стандартам жанра (в данном случае — нуар), неожиданные сюжетные повороты, возникающие вокруг относительно простой истории, чёрный юмор. В главной женской роли картины занята Фрэнсис Макдорманд, которая в последующем станет женой Джоэла Коэна и снимется во многих фильмах братьев. Первая работа режиссёров была достаточно высоко оценена критикой.
В этот же период братья Коэн совместно с Сэмом Рэйми написали сценарий, по которому тот снял фильм «Волна преступности» (1985). Двое киллеров, безумных карикатурных персонажа, совершают заказное убийство. По стечению обстоятельств обвинение падает на главного героя — Виктора, который, будучи уже на электрическом стуле, вспоминает предшествующую цепочку событий. Собрав в первые выходные демонстрации 3,5 тыс. долларов, фильм провалился в прокате и получил самую негативную оценку критиков. Типичный отзыв: «Сюжет часто пропадает без вести… Сценарий разочаровывает, несколько приколов — это всё, что видно из таланта братьев Коэн».
Следующей работой Коэнов стал фильм «Воспитывая Аризону». История влюблённой пары: экс-осужденного Хая (Николас Кейдж) и офицера полиции Эд (Холли Хантер), которая, к несчастью, бесплодна. Когда местный торговый магнат появляется на телевидении со своими пятью новорождёнными близнецами и шутит, что детей «больше, чем можно справиться», Хай крадёт одного из мальчиков. В фильме также снялись Фрэнсис Макдорманд, Джон Гудмен, Уильям Форсайт и Рэндалл «Текс» Кобб. Фильм — комедия-фарс, стал своеобразной противоположностью предыдущей картине братьев Коэн «Просто кровь», исполненной в стиле нуар. Американский институт киноискусства расположил фильм в списке ста самых смешных американских кинокомедий на 31-м месте.

### 1990-е годы
В 1990-м году братья Коэн выпускают криминальную драму «Перекрёсток Миллера», где снялись Альберт Финни, Гэбриэл Бирн и Джон Туртурро. Фильм рассказывает о вражде гангстерских групп в эпоху действия сухого закона в США. Самую высокую оценку фильму дал журнал «Time», включив его в список 100 лучших картин, выпущенных на экраны с начала выхода этого издания.
В следующем году режиссёрами выпущен расположенный на грани чёрной комедии и триллера фильм «Бартон Финк» (1991), который был отмечен большим количеством кинематографических наград самого высокого уровня, включая две премии Каннского кинофестиваля и его главный приз — Золотую пальмовую ветвь. Это был их первый опыт сотрудничества с кинооператором Роджером Дикинсом, продолжавшегося в течение следующих 15 лет.
В 1994 году братья Коэн (опять при участии Сэма Рэйми) выпускают фильм «Подручный Хадсакера» — эксцентрическую комедию, стилизованную под лучшие образцы жанра бурлеск режиссёров Фрэнка Капры, Говарда Хоукса или Билли Уайлдера. Критика, однако, не увидела в фильме ничего, кроме глянцевой эстетики. Роджер Эберт: «Одна веская причина пойти в кино — порадовать глаз, не загружая мозги. „Хадсакера“ это касается напрямую». В прокате фильм коммерческого успеха не имел.
Совершенно иная ситуация сложилась с вышедшим в 1996 году криминальным триллером «Фарго». Герой фильма, испытывая серьёзные финансовые проблемы, заказывает похищение собственной жены, чтобы её отец оплатил выкуп из собственных сбережений. Но похитители отклоняются от первоначального плана и ситуация выходит из-под контроля. Картина имела коммерческий успех: при бюджете в 7 млн долларов суммарная выручка по всему миру на середину 2011 года превысила 60 млн. Критики в положительных оценках были практически единодушны: «За такие фильмы, как „Фарго“, я и люблю кино» (Р. Эберт, «Чикаго Сан-Таймс»), «Коэны проявляют зрелость и мастерство… Блестящий подбор актёров…» (Питер Стак, «Сан-Франциско Кроникл»). Роль Мардж Олмстед-Гандерсон в исполнении Макдорманд была признана Американским институтом киноискусства лучшей в соответствующей номинации, Коэны получили «Оскар» за лучший сценарий. Всего фильм и участники съёмочной группы получили 55 высших кинематографических наград.
В 1998 году был выпущен фильм «Большой Лебовски».

### 2000-е годы
Следующим фильмом братьев Коэн стал «О, где же ты, брат?» (2000) — история путешествия и приключений трёх беглых каторжников в США времён Великой депрессии. В соответствии со вступительными титрами, в основе картины лежит Одиссея Гомера, хотя сами режиссёры эпос не читали, знакомы с ним были только по различным экранизациям и использовали лишь некоторые сюжетные линии. Картина показала хорошие результаты в прокате (более 70 млн долларов сборов при бюджете в 26 млн). Профессиональная критика была сдержанно-благожелательной. Негативные отзывы касались чаще всего утверждения, что у фильма отсутствует цельность, братья Коэн не смогли собрать несколько сцен и скетчей в единое произведение: «Каждая из сцен замечательна по-своему, но фильм меня оставил в неопределённости и неудовлетворении» (Роджер Эберт, «Чикаго Сан-Таймс»).
В последующие шесть лет Коэны выпускают три полнометражных фильма: нуар-триллер «Человек, которого не было» (2001), романтическую ироничную комедию «Невыносимая жестокость» (2003), чёрную комедию «Игры джентльменов» (2004) и одну из короткометражных историй любви в альманахе «Париж, я люблю тебя» (2006). Если первый из упомянутых фильмов этого периода был награждён 23 премиями (плюс получил ещё 32 номинации), то прочие остались вне зоны внимания крупнейших кинематографических мероприятий и авторитетных кинокритиков. Более того, некоторые из них называли начало 2000-х годов периодом «торможения» или простоя режиссёров: «Некоторые фильмы можно было бы и не снимать, но единственный способ понять это — снять их» (англ. Some movies just don’t need to get made — but the only way to find out is to make them, из рецензии San Francisco Chronicle).

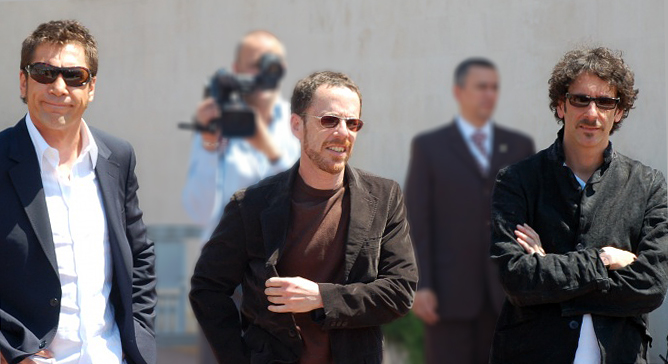
Братья Коэн с Хавьером Бардемом, 2007 г.

Совершенно иначе был принят триллер по одноимённому роману Кормака Маккарти «Старикам тут не место» (2007). Жёсткое, многослойное повествование, лишённое по воле авторов музыкального ряда, практически мгновенно превратило картину в культовый фильм (95 % положительных из 100 % отзывов на Rotten Tomatoes) и классику кино (по классификации журнала Empire). Фильм получил 98 высших кинематографических наград (не считая ещё 48 номинаций), среди которых самые почётные — 3 премии BAFTA, 4 премии «Оскар» и 2 премии «Золотой глобус».
Кинематографическую карьеру братьев продолжила криминальная комедия «После прочтения сжечь» (2007). В ней режиссёры создают ещё один мир с «частными проявлениями идиотии в общемировом контексте». При этом, по их утверждению, они не закладывали никаких политических смыслов в свой фильм. «Если кто-то вычитывает их в наших картинах, то мы не против этого. Но и не за».
Как происходило и ранее, режиссёры меняют от фильма к фильму их атмосферу, стили, жанры. Картина 2009 года «Серьёзный человек» — драма с элементами чёрного юмора. Братья признают высокую степень биографичности сюжета: «История не повторяет наше детство в точности. Мы старались создать атмосферу, которая окружала нас в нашей небольшой коммуне. Мы учились в еврейской школе, учили иврит, у нас была бар-мицва, наш отец был профессором в университете Среднего Запада, нас окружали такие примерно соседи — все это во многом автобиография. Но если говорить об истории, то она от начала и до конца выдумана». Часть критиков обвинила фильм в отсутствии корректности освещения межнациональных отношений, этнической карикатурности персонажей, нарисованной со свойственной братьям Коэн прямотой, «доходящей до садизма».

### 2010-е годы
22 декабря 2010 года состоялась премьера вестерна «Железная хватка», который стал самым кассовым фильмом братьев Коэн и одним из самых кассовых вестернов в истории кинематографа. Фильм претендовал на премию Американской киноакадемии «Оскар» в 10 номинациях, но не выиграл ни в одной из них, уступив основные награды картинам «Король говорит!» и «Боец».
В 2013 году братья Коэн поставили свою вторую музыкальную ленту в карьере — «Внутри Льюина Дэвиса», основанную на событиях из жизни американского фолк-музыканта 1960-х годов Дэйва Ван Ронка (1936—2002), блюзового гитариста, создателя фолк-сцены нью-йоркского района Гринвич-Виллидж, в русле которой выступали Боб Дилан, Том Пакстон и Джони Митчелл. Все песни в фильме были записаны живьём с использованием единственного инструмента.
В 2016 году вышла картина «Да здравствует Цезарь!», действие которой происходит в Голливуде 1950-х годов. В основе сюжета лежат факты из биографии Эдди Мэнникса, исполнительного продюсера Metro-Goldwyn-Mayer и, по совместительству, «чистильщика» — человека, скрывавшего определённые подробности личной жизни кинозвёзд с целью защиты общественного имиджа студии. Фильм был достаточно тепло принят критиками и почти в три раза окупил свой бюджет.

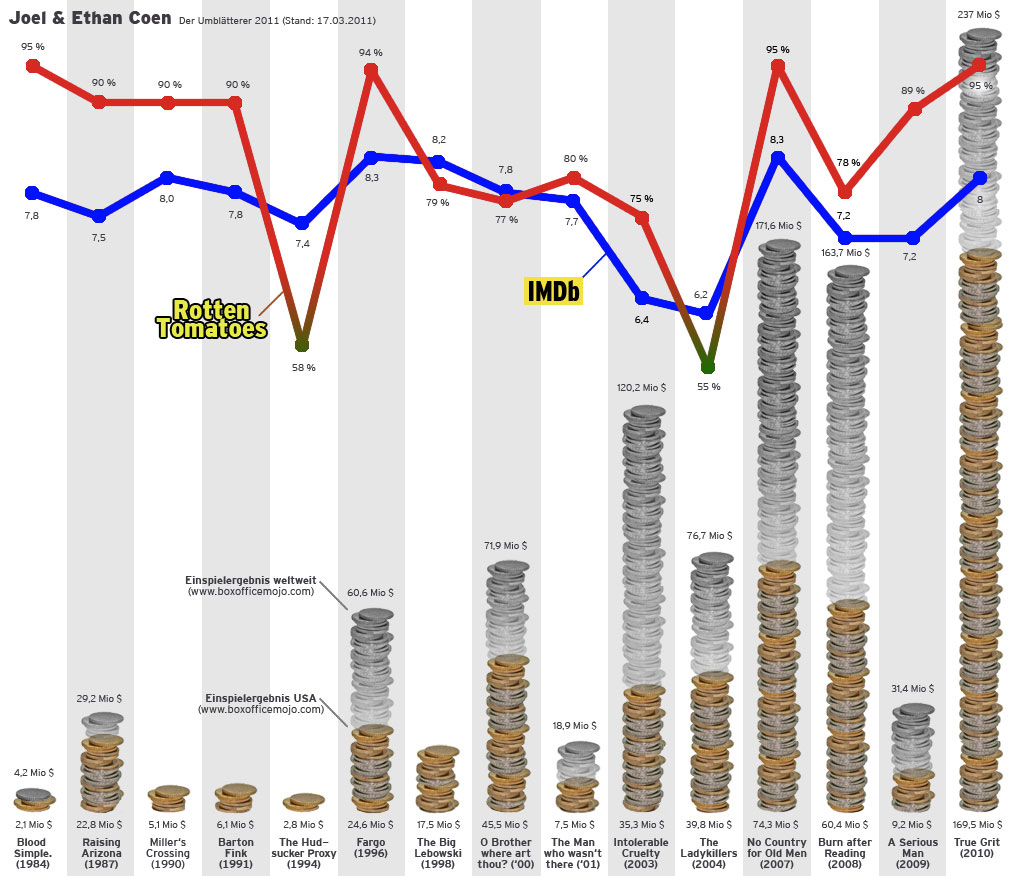
Фильмы братьев Коэн до 2010 года включительно в статистике (кассовые результаты, рейтинг IMDb, отзывы по Rotten Tomatoes)

## Личная жизнь
Джоэл Коэн с 1984 года женат на актрисе Фрэнсис Макдорманд, они усыновили парагвайского мальчика по имени Педро. Итан Коэн женат на Трише Кук. У супругов есть двое детей.

## Фильмография
| Год          |   | Русское название          | Оригинальное название                      | Роль                             |
| ------------ | - | ------------------------- | ------------------------------------------ | -------------------------------- |
| 1984         | ф | Просто кровь              | Blood Simple                               | режиссёры, сценаристы, продюсеры |
| 1985         | ф | Волна преступности        | Crimewave                                  | сценаристы                       |
| 1987         | ф | Воспитывая Аризону        | Raising Arizona                            | режиссёры, сценаристы, продюсеры |
| 1990         | ф | Перекрёсток Миллера       | Miller’s Crossing                          | режиссёры, сценаристы, продюсеры |
| 1991         | ф | Бартон Финк               | Barton Fink                                | режиссёры, сценаристы, продюсеры |
| 1994         | ф | Подручный Хадсакера       | The Hudsucker Proxy                        | режиссёры, сценаристы, продюсеры |
| 1996         | ф | Фарго                     | Fargo                                      | режиссёры, сценаристы, продюсеры |
| 1998         | ф | Большой Лебовски          | The Big Lebowski                           | режиссёры, сценаристы, продюсеры |
| 2000         | ф | О, где же ты, брат?       | O Brother, Where Art Thou?                 | режиссёры, сценаристы, продюсеры |
| 2001         | ф | Человек, которого не было | The Man Who Wasn’t There                   | режиссёры, сценаристы, продюсеры |
| 2003         | ф | Невыносимая жестокость    | Intolerable Cruelty                        | режиссёры, сценаристы, продюсеры |
| 2003         | ф | Плохой Санта              | Bad Santa                                  | продюсеры                        |
| 2004         | ф | Игры джентльменов         | The Ladykillers                            | режиссёры, сценаристы, продюсеры |
| 2005         | ф | Любовь и сигареты         | Romance & Cigarettes                       | продюсеры                        |
| 2006         | ф | Париж, я люблю тебя       | Paris, je t’aime (segment «Tuileries»)     | режиссёры, сценаристы            |
| 2007         | ф | Старикам тут не место     | No Country For Old Men                     | режиссёры, сценаристы, продюсеры |
| 2007         | ф | У каждого своё кино       | Chacun son cinéma (segment «World Cinema») | режиссёры, сценаристы, продюсеры |
| 2008         | ф | После прочтения сжечь     | Burn After Reading                         | режиссёры, сценаристы, продюсеры |
| 2009         | ф | Серьёзный человек         | A Serious Man                              | режиссёры, сценаристы, продюсеры |
| 2010         | ф | Железная хватка           | True Grit                                  | режиссёры, сценаристы, продюсеры |
| 2012         | ф | Гамбит                    | Gambit                                     | сценаристы                       |
| 2013         | ф | Внутри Льюина Дэвиса      | Inside Llewyn Davis                        | режиссёры, сценаристы, продюсеры |
| 2014 — н. в. | с | Фарго                     | Fargo                                      | исполнительные продюсеры         |
| 2014         | ф | Несломленный              | Unbroken                                   | сценаристы                       |
| 2015         | ф | Шпионский мост            | Bridge of Spies                            | сценаристы                       |
| 2016         | ф | Да здравствует Цезарь!    | Hail, Caesar!                              | режиссёры, сценаристы, продюсеры |
| 2017         | ф | Субурбикон                | Suburbicon                                 | сценаристы                       |
| 2018         | ф | Баллада Бастера Скраггса  | The Ballad of Buster Scruggs               | режиссёры, сценаристы, продюсеры |
| 2021         | ф | Трагедия Макбета          | The Tragedy of Macbeth                     | режиссёр и сценарист Джоэл Коэн  |
| 2024         | ф | Красотки в бегах          | Drive-Away Dolls                           | режиссёр и сценарист Итан Коэн   |
| 2025         | ф | Милая, не надо!           | Honey Don’t!                               | режиссёр и сценарист Итан Коэн   |

## Награды и номинации
Приз за режиссуру на фестивале в Сан-Себастьяне («Перекрёсток Миллера»).
Гран-при в категории «Драматический фильм» («Просто кровь») на фестивале «Сандэнс».
Братья Коэны заняли второе место в списке лучших сценаристов всех времён, который составил американских портал Vulture.
| Премия                              | Год  | Фильм                       | Категория                               | Результат |
| ----------------------------------- | ---- | --------------------------- | --------------------------------------- | --------- |
| «Оскар»                             | 1997 | «Фарго»                     | Лучший фильм (только Итан)              | Номинация |
| «Оскар»                             | 1997 | «Фарго»                     | Лучший режиссёр (только Джоэл)          | Номинация |
| «Оскар»                             | 1997 | «Фарго»                     | Лучший оригинальный сценарий            | Победа    |
| «Оскар»                             | 1997 | «Фарго»                     | Лучший монтаж                           | Номинация |
| «Оскар»                             | 2001 | «О, где же ты, брат?»       | Лучший адаптированный сценарий          | Номинация |
| «Оскар»                             | 2008 | «Старикам тут не место»     | Лучший фильм                            | Победа    |
| «Оскар»                             | 2008 | «Старикам тут не место»     | Лучший режиссёр                         | Победа    |
| «Оскар»                             | 2008 | «Старикам тут не место»     | Лучший адаптированный сценарий          | Победа    |
| «Оскар»                             | 2008 | «Старикам тут не место»     | Лучший монтаж                           | Номинация |
| «Оскар»                             | 2010 | «Серьёзный человек»         | Лучший фильм                            | Номинация |
| «Оскар»                             | 2010 | «Серьёзный человек»         | Лучший оригинальный сценарий            | Номинация |
| «Оскар»                             | 2011 | «Железная хватка»           | Лучший фильм                            | Номинация |
| «Оскар»                             | 2011 | «Железная хватка»           | Лучший режиссёр                         | Номинация |
| «Оскар»                             | 2011 | «Железная хватка»           | Лучший адаптированный сценарий          | Номинация |
| «Оскар»                             | 2016 | «Шпионский мост»            | Лучший оригинальный сценарий            | Номинация |
| «Оскар»                             | 2019 | «Баллада Бастера Скраггса»  | Лучший адаптированный сценарий          | Номинация |
| «Золотой глобус»                    | 1997 | «Фарго»                     | Лучший режиссёр (только Джоэл)          | Номинация |
| «Золотой глобус»                    | 1997 | «Фарго»                     | Лучший сценарий                         | Номинация |
| «Золотой глобус»                    | 2002 | «Человек, которого не было» | Лучший сценарий                         | Номинация |
| «Золотой глобус»                    | 2008 | «Старикам тут не место»     | Лучший режиссёр                         | Номинация |
| «Золотой глобус»                    | 2008 | «Старикам тут не место»     | Лучший сценарий                         | Победа    |
| «Золотой глобус»                    | 2014 | «Внутри Льюина Дэвиса»      | Лучшая песня («Please Mr. Kennedy»)     | Номинация |
| BAFTA                               | 1997 | «Фарго»                     | Лучший фильм                            | Номинация |
| BAFTA                               | 1997 | «Фарго»                     | Лучший режиссёр (только Джоэл)          | Победа    |
| BAFTA                               | 1997 | «Фарго»                     | Лучший оригинальный сценарий            | Номинация |
| BAFTA                               | 1997 | «Фарго»                     | Лучший монтаж                           | Номинация |
| BAFTA                               | 2001 | «О, где же ты, брат?»       | Лучший оригинальный сценарий            | Номинация |
| BAFTA                               | 2008 | «Старикам тут не место»     | Лучший фильм                            | Номинация |
| BAFTA                               | 2008 | «Старикам тут не место»     | Лучший режиссёр                         | Победа    |
| BAFTA                               | 2008 | «Старикам тут не место»     | Лучший адаптированный сценарий          | Номинация |
| BAFTA                               | 2008 | «Старикам тут не место»     | Лучший монтаж                           | Номинация |
| BAFTA                               | 2009 | «После прочтения сжечь»     | Лучший оригинальный сценарий            | Номинация |
| BAFTA                               | 2010 | «Серьёзный человек»         | Лучший оригинальный сценарий            | Номинация |
| BAFTA                               | 2011 | «Железная хватка»           | Лучший фильм                            | Номинация |
| BAFTA                               | 2011 | «Железная хватка»           | Лучший адаптированный сценарий          | Номинация |
| BAFTA                               | 2014 | «Внутри Льюина Дэвиса»      | Лучший оригинальный сценарий            | Номинация |
| BAFTA                               | 2016 | «Шпионский мост»            | Лучший оригинальный сценарий            | Номинация |
| «Эмми»                              | 2016 | «Фарго»                     | Лучший мини-сериал                      | Номинация |
| «Эмми»                              | 2017 | «Фарго»                     | Лучший мини-сериал                      | Номинация |
| «Выбор критиков»                    | 1997 | «Фарго»                     | Лучший режиссёр (только Джоэл)          | Номинация |
| «Выбор критиков»                    | 1997 | «Фарго»                     | Лучший сценарий                         | Номинация |
| «Выбор критиков»                    | 2002 | «Человек, которого не было» | Лучший сценарий                         | Номинация |
| «Выбор критиков»                    | 2008 | «Старикам тут не место»     | Лучший режиссёр                         | Победа    |
| «Выбор критиков»                    | 2008 | «Старикам тут не место»     | Лучший сценарий                         | Номинация |
| «Выбор критиков»                    | 2010 | «Серьёзный человек»         | Лучший оригинальный сценарий            | Номинация |
| «Выбор критиков»                    | 2011 | «Железная хватка»           | Лучший режиссёр                         | Номинация |
| «Выбор критиков»                    | 2011 | «Железная хватка»           | Лучший адаптированный сценарий          | Номинация |
| «Выбор критиков»                    | 2014 | «Внутри Льюина Дэвиса»      | Лучший оригинальный сценарий            | Номинация |
| «Выбор критиков»                    | 2015 | «Несломленный»              | Лучший адаптированный сценарий          | Номинация |
| «Выбор критиков»                    | 2016 | «Шпионский мост»            | Лучший оригинальный сценарий            | Номинация |
| «Независимый дух»                   | 1986 | «Просто кровь»              | Лучший фильм (только Итан)              | Номинация |
| «Независимый дух»                   | 1986 | «Просто кровь»              | Лучший режиссёр (только Джоэл)          | Победа    |
| «Независимый дух»                   | 1986 | «Просто кровь»              | Лучший сценарий                         | Номинация |
| «Независимый дух»                   | 1997 | «Фарго»                     | Лучший фильм (только Итан)              | Победа    |
| «Независимый дух»                   | 1997 | «Фарго»                     | Лучший режиссёр (только Джоэл)          | Победа    |
| «Независимый дух»                   | 1997 | «Фарго»                     | Лучший сценарий                         | Победа    |
| «Независимый дух»                   | 2010 | «Серьёзный человек»         | Лучший режиссёр                         | Номинация |
| «Независимый дух»                   | 2010 | «Серьёзный человек»         | Премия имени Роберта Олтмена            | Победа    |
| «Независимый дух»                   | 2014 | «Внутри Льюина Дэвиса»      | Лучший фильм                            | Номинация |
| «Сатурн»                            | 1997 | «Фарго»                     | Лучший режиссёр (только Джоэл)          | Номинация |
| «Сатурн»                            | 2008 | «Старикам тут не место»     | Лучший сценарий                         | Номинация |
| «Сатурн»                            | 2014 | «Внутри Льюина Дэвиса»      | Лучший сценарий                         | Номинация |
| «Спутник»                           | 1997 | «Фарго»                     | Лучший фильм — драма (только Итан)      | Победа    |
| «Спутник»                           | 1997 | «Фарго»                     | Лучший режиссёр (только Джоэл)          | Победа    |
| «Спутник»                           | 1997 | «Фарго»                     | Лучший оригинальный сценарий            | Номинация |
| «Спутник»                           | 1997 | «Фарго»                     | Лучший монтаж                           | Номинация |
| «Спутник»                           | 2001 | «О, где же ты, брат?»       | Лучший адаптированный сценарий          | Номинация |
| «Спутник»                           | 2007 | «Старикам тут не место»     | Лучший режиссёр                         | Победа    |
| «Спутник»                           | 2007 | «Старикам тут не место»     | Лучший адаптированный сценарий          | Номинация |
| «Спутник»                           | 2007 | «Старикам тут не место»     | Лучший монтаж                           | Номинация |
| «Спутник»                           | 2009 | «Серьёзный человек»         | Лучший оригинальный сценарий            | Номинация |
| «Спутник»                           | 2014 | «Внутри Льюина Дэвиса»      | Лучший режиссёр                         | Номинация |
| «Спутник»                           | 2014 | «Внутри Льюина Дэвиса»      | Лучший оригинальный сценарий            | Номинация |
| «Спутник»                           | 2016 | «Шпионский мост»            | Лучший оригинальный сценарий            | Номинация |
| Берлинский кинофестиваль            | 1998 | «Большой Лебовски»          | Золотой медведь (только Джоэл)          | Номинация |
| Венецианский кинофестиваль          | 2018 | «Баллада Бастера Скраггса»  | Золотой лев                             | Номинация |
| Венецианский кинофестиваль          | 2018 | «Баллада Бастера Скраггса»  | Золотая Озелла за лучший сценарий       | Победа    |
| Каннский кинофестиваль              | 1991 | «Бартон Финк»               | Золотая пальмовая ветвь (только Джоэл)  | Победа    |
| Каннский кинофестиваль              | 1991 | «Бартон Финк»               | Лучший режиссёр (только Джоэл)          | Победа    |
| Каннский кинофестиваль              | 1994 | «Подручный Хадсакера»       | Золотая пальмовая ветвь (только Джоэл)  | Номинация |
| Каннский кинофестиваль              | 1996 | «Фарго»                     | Золотая пальмовая ветвь (только Джоэл)  | Номинация |
| Каннский кинофестиваль              | 1996 | «Фарго»                     | Лучший режиссёр (только Джоэл)          | Победа    |
| Каннский кинофестиваль              | 2000 | «О, где же ты, брат?»       | Золотая пальмовая ветвь (только Джоэл)  | Номинация |
| Каннский кинофестиваль              | 2001 | «Человек, которого не было» | Золотая пальмовая ветвь (только Джоэл)  | Номинация |
| Каннский кинофестиваль              | 2001 | «Человек, которого не было» | Лучший режиссёр (только Джоэл)          | Победа    |
| Каннский кинофестиваль              | 2004 | «Игры джентльменов»         | Золотая пальмовая ветвь                 | Номинация |
| Каннский кинофестиваль              | 2006 | «Париж, я люблю тебя»       | Un Certain Regard Award                 | Номинация |
| Каннский кинофестиваль              | 2007 | «Старикам тут не место»     | Золотая пальмовая ветвь                 | Номинация |
| Каннский кинофестиваль              | 2013 | «Внутри Льюина Дэвиса»      | Золотая пальмовая ветвь                 | Номинация |
| Каннский кинофестиваль              | 2013 | «Внутри Льюина Дэвиса»      | Гран-при                                | Победа    |
| «Сезар»                             | 1997 | «Фарго»                     | Лучший иностранный фильм                | Номинация |
| «Сезар»                             | 2002 | «Человек, которого не было» | Лучший иностранный фильм (только Джоэл) | Номинация |
| «Давид ди Донателло»                | 2002 | «Человек, которого не было» | Лучший иностранный фильм (только Джоэл) | Победа    |
| «Давид ди Донателло»                | 2008 | «Старикам тут не место»     | Лучший иностранный фильм                | Победа    |
| «Давид ди Донателло»                | 2010 | «Серьёзный человек»         | Лучший иностранный фильм                | Номинация |
| Национальный совет кинокритиков США | 1996 | «Фарго»                     | Лучший режиссёр (только Джоэл)          | Победа    |
| Национальный совет кинокритиков США | 2007 | «Старикам тут не место»     | Лучший адаптированный сценарий          | Победа    |
| Национальный совет кинокритиков США | 2009 | «Серьёзный человек»         | Лучший оригинальный сценарий            | Победа    |
| Национальный совет кинокритиков США | 2013 | «Внутри Льюина Дэвиса»      | Лучший оригинальный сценарий            | Победа    |
| Премия Гильдии режиссёров США       | 1997 | «Фарго»                     | Лучший режиссёр (только Джоэл)          | Номинация |
| Премия Гильдии режиссёров США       | 2008 | «Старикам тут не место»     | Лучший режиссёр                         | Победа    |
| Премия Гильдии продюсеров США       | 2008 | «Старикам тут не место»     | Лучший фильм                            | Победа    |
| Премия Гильдии продюсеров США       | 2011 | «Железная хватка»           | Лучший фильм                            | Номинация |
| Премия Гильдии продюсеров США       | 2015 | «Фарго»                     | Лучший мини-сериал                      | Победа    |
| Премия Гильдии продюсеров США       | 2016 | «Фарго»                     | Лучший мини-сериал                      | Победа    |
| Премия Гильдии продюсеров США       | 2018 | «Фарго»                     | Лучший мини-сериал                      | Номинация |
| Премия Гильдии сценаристов США      | 1997 | «Фарго»                     | Лучший оригинальный сценарий            | Победа    |
| Премия Гильдии сценаристов США      | 2002 | «Человек, которого не было» | Лучший оригинальный сценарий            | Номинация |
| Премия Гильдии сценаристов США      | 2008 | «Старикам тут не место»     | Лучший адаптированный сценарий          | Победа    |
| Премия Гильдии сценаристов США      | 2009 | «После прочтения сжечь»     | Лучший оригинальный сценарий            | Номинация |
| Премия Гильдии сценаристов США      | 2010 | «Серьёзный человек»         | Лучший оригинальный сценарий            | Номинация |
| Премия Гильдии сценаристов США      | 2011 | «Железная хватка»           | Лучший адаптированный сценарий          | Номинация |
| Премия Гильдии сценаристов США      | 2016 | «Шпионский мост»            | Лучший оригинальный сценарий            | Номинация |